# ألفرد كلارك (لاعب كريكت)
ألفرد كلارك (12 أغسطس 1865 في المملكة المتحدة - 12 يونيو 1935) (بالإنجليزية: Alfred Clarke)‏ هو لاعب كريكت بريطاني (وحمل سابقاً جنسية المملكة المتحدة لبريطانيا العظمى وأيرلندا).

## وصلات خارجية
- ألفرد كلارك على موقع إي آس بي آن كريك إنفو (الإنجليزية)